# Giuseppe Vasi

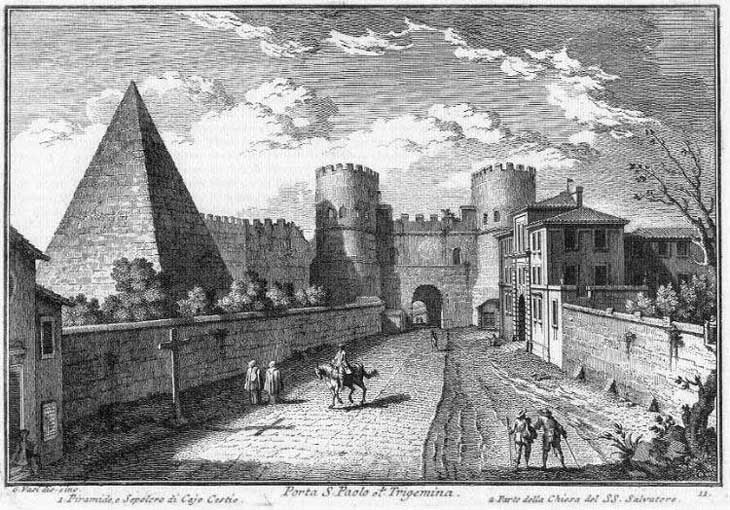
De Porta San Paolo en de Piramide van Cestius

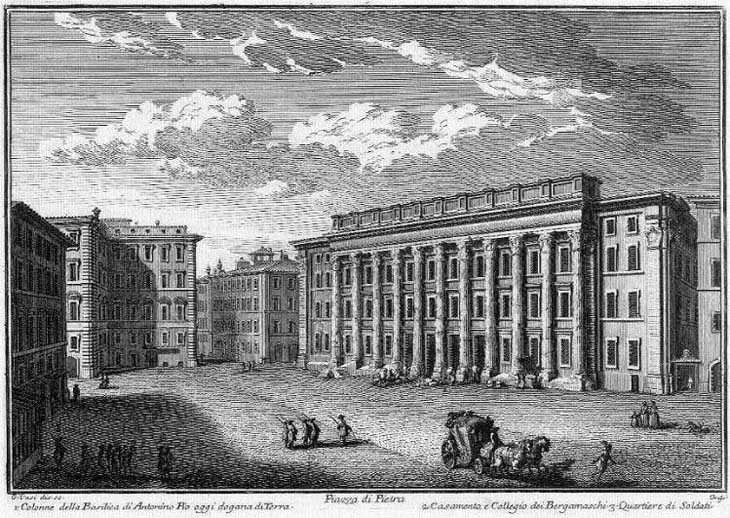
Piazza Pietra

Giuseppe Vasi (27 augustus 1710 - 16 april 1782) was een Italiaanse graveur en architect. 

## Vedute
Vasi werd geboren in Corleone op Sicilië. Hij werd vooral bekend door zijn vedute van de stad Rome. Hij tekende aan het einde van het barokke tijdperk in Rome, zodat zijn vedute een goed beeld van deze periode weergeven. Tussen 1746 en 1761 publiceerde Vasi 10 boeken met 240 gravures van de Romeinse monumenten. Een van zijn leerlingen was Giovanni Battista Piranesi, die later grote bekendheid kreeg. Piranesi richtte zich echter meer op de antieke monumenten, terwijl Vasi vooral het toenmalige stadsbeeld wilde weergeven. Door zijn achtergrond als architect was Vasi goed in staat de vele monumenten van de stad tot in detail na te tekenen. 

## Boeken
De boeken van Vasi zijn thematisch geordend:
- Boek I - Le Porte e le Mura di Roma - 1747 (stadspoorten en muren)
- Boek II - Le Piazze principali con obelischi, colonne ed altri ornamenti - 1752 (pleinen)
- Boek III - I Palazzi e le vie più celebri - 1754 (paleizen en beroemde straten)
- Boek IV - Le Basiliche e Chiese antiche (basilieken en oude kerken)
- Boek V - I Ponti e gli edifici sul Tevere - 1754 (bruggen en gebouwen aan de Tiber)
- Boek VI - Le Chiese parrocchiali - 1756 (parochiekerken)
- Boek VII - I Conventi e case dei chierici regolari - 1756 (mannenkloosters)
- Boek VIII - I Monasterj e conservatori di donne - 1758 (vrouwenkloosters)
- Boek IX - I Collegi, Spedali e luoghi pii - 1759 (scholen, hospitaals en vrome gebouwen)
- Boek X - Le Ville e giardini più rimarchevoli - 1761 (villa's en tuinen)

Tot zijn meesterwerken behoort het 102,5 x 261,5 cm grote panorama van Rome uit 1765. Hierop staat de stad afgebeeld gezien vanaf de Janiculum. 

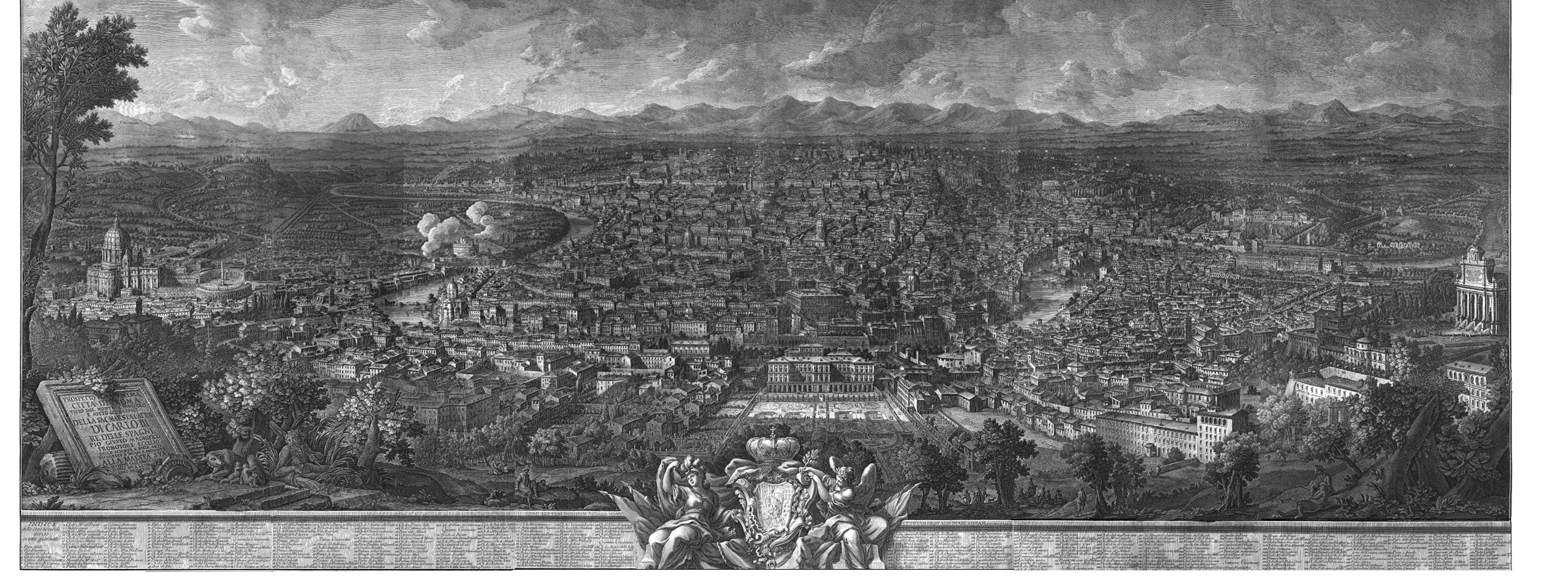

## Referentie
- Vertaald uit de Duitstalige Wikipedia (de:Giuseppe Vasi)